# Doraemon
Doraemon (ドラえもん) is een mangaserie bedacht door Fujiko F. Fujio. De serie draait om de gelijknamige robotkat, die vanuit de toekomst is teruggereisd in de tijd. De mangaserie heeft een grote mediafranchise met zich meegebracht, waaronder drie animeseries.
De manga werd voor het eerste gepubliceerd in 1969. In totaal zijn er 1344 verhalen gepubliceerd voor de originele serie. De meeste van deze verhalen zijn komisch opgezet, maar bevatten wel morele lessen over zaken als moed, integriteit, familie en respect voor ouderen. Soms worden er ook milieukundige onderwerpen aangesneden zoals bedreigde diersoorten, ontbossing, en vervuiling.
Doraemon won in 1982 de Shogakukan Manga Award voor kindermanga, en in 1997 de eerste Tezuka Osamu Cultuurprijs.

## Geschiedenis
In december 1969 verscheen de Doraemon-manga tegelijkertijd in zes tijdschriften. In 1973 werd de serie door nog twee tijdschriften opgepikt. In elk van de tijdschriften werd een ander verhaal afgedrukt, waardoor er maandelijks meer dan zes verhalen verschenen. In 1977 werd CoroCoro Comic opgericht als tijdschrift voor Doraemon.
Sinds 1969 zijn de Doraemonverhalen gebundeld in 45 boeken, welke tussen 1974 en 1996 zijn uitgebracht.

## Verhaal
Het verhaal draait om de robotkat Doraemon, die vanuit de toekomst terug naar het verleden wordt gestuurd om een jongen genaamd Nobita Nobi bij te staan. Hij is gestuurd door Nobita Nobi's kleinzoon in de hoop het lot van de familie te verbeteren. Oorspronkelijk had Nobita Nobi namelijk alleen maar tegenspoed gekend in zijn leven, zodat de familie in de toekomst in grote schulden zit. Nobita Nobi's kleinzoon hoopt echter dat Doraemon zijn grootvader kan helpen meer succes te krijgen in het leven.
Doraemon heeft allerlei speciale futuristische hulpmiddelen genaamd dōgu (道具), welke hij opslaat in de vierdimensionale zak op zijn buik. Voorbeelden zijn de take-koputaa waarmee hij kan vliegen, een soort zaklamp waarmee hij alles en nog wat kan doen krimpen, en een pet waarmee (mits hij en het dier allebei de goede pet ophebben) hij dieren kan laten gehoorzamen.
Hoewel Doraemon perfect kan horen, heeft hij geen oren. Deze zijn namelijk opgegeten door een muis, waardoor Doraemon een enorme fobie voor deze dieren heeft.

## Anime

### Series
In totaal zijn er drie animeseries gemaakt van Doreamon.
De eerste was een serie van 52 afleveringen, in 1973 uitgezonden door Nippon Television. Deze serie sloeg echter niet aan bij het grote publiek, waardoor besloten werd Doraemon voorlopig enkel als manga te publiceren.
In 1979 volgde een tweede serie, geproduceerd door Shin-Ei Animation en uitgezonden door TV Asahi. Deze serie bleek wel een succes, en liep uiteindelijk tot 2005. De serie telt in totaal 1095 afleveringen. De serie moest mede stoppen omdat veel van de stemacteurs met pensioen gingen.
Ter viering van Doraemons jubileum werd nog in 2005 alweer een derde serie gestart, ditmaal geproduceerd door Studio Pierrot. Deze serie bevat nieuwe stemacteurs en de personages hebben wat veranderingen ondergaan qua uiterlijk. Deze serie wordt nog steeds uitgezonden in Japan.

### Stemacteurs
Van 1979 tot 2005 werden de stemmen van de personages steevast door dezelfde stemacteurs gedaan. In 2005 werden de acteurs vervangen voor de nieuwe serie:
| Personage        | Stemacteur 1979 serie       | Stemacteur 2005 serie       |
| ---------------- | --------------------------- | --------------------------- |
| Doraemon         | Nobuyo Ōyama                | Wasabi Mizuta               |
| Nobita           | Noriko Ohara                | Megumi Ōhara (大原めぐみ)   |
| Shizuka          | Michiko Nomura              | Yumi Kakazu                 |
| Jaian            | Kazuya Tatekabe             | Subaru Kimura (木村昴)      |
| Suneo            | Kaneta Kimotsuki            | Tomokazu Seki               |
| Dorami           | Keiko Yokozawa              | Chiaki                      |
| Dekisugi         | Sumiko Shirakawa (白川澄子) | Shihoko Hagino (萩野志保子) |
| Nobita's Mama    | Sachiko Chijimatsu          | Kotono Mitsuishi            |
| Nobita's Papa    | Yōsuke Naka (中庸助)        | Yasunori Matsumoto          |
| Sewashi          | Yoshiko Ōta (太田淑子)      | Sachi Matsumoto             |
| Sensei           | Ryōichi Tanaka              | Wataru Takagi               |
| Kaminari         | Takeshi Watabe              | Katsuhisa Hōki              |
| Shizuka's Mother | Masako Matsubara (松原雅子) | Ai Orikasa                  |
| Suneo's Mother   | Mari Yokoo (横尾まり)       | Minami Takayama             |
| Suneo's Father   | Osamu Katō (加藤治)         | Hideyuki Tanaka             |
| Jaian's Mother   | Kazuyo Aoki                 | Miyako Takeuchi (竹内都子)  |
| Jaiko            | Kazuyo Aoki                 | Vanilla Yamazaki            |

### Films
In 1980 bracht Toho de eerste van een reeks jaarlijkse animatiefilms over Doreamon uit. Deze films zijn allemaal gebaseerd op de extra lange volumes van de manga, die om het jaar werden gepubliceerd. De films zijn in tegenstelling tot de manga en anime meer gericht op actie-avontuur, en hebben meer shōnen-elementen. Sommige van de films zijn gebaseerd op legendes zoals die van Atlantis, en literaire werken als De reis naar het westen.
De films zijn:
- Doraemon: Nobita's Dinosaur (のび太の恐竜) - Fujiko F. Fujio, 1980
- Doraemon: The Record of Nobita: Spaceblazer (のび太の宇宙開拓史) - Fujiko F. Fujio, 1981
- Doraemon: Nobita and the Haunts of Evil (のび太の大魔境) - Fujiko F. Fujio, 1982
- Doraemon: Nobita's Monstrous Underwater Castle (のび太の海底鬼岩城) - Fujiko F. Fujio, 1983
- Doraemon: Nobita's Great Adventure into the Underworld (のび太の魔界大冒険) - Fujiko F. Fujio, 1984
- Doraemon: Nobita's Little Star Wars (のび太の宇宙小戦争) - Fujiko F. Fujio, 1985
- Doraemon: Nobita and the Steel Troops (のび太と鉄人兵団) - Fujiko F. Fujio, 1986
- Doraemon: Nobita and the Knights of Dinosaurs (のび太と竜の騎士) - Fujiko F. Fujio, 1987
- Doraemon: Nobita's Parallel "Journey to the West" (のび太のパラレル西遊記) - 1988
- Doraemon: Nobita at the Birth of Japan (のび太の日本誕生) - Fujiko F. Fujio, 1989
- Doraemon: Nobita and the Animal Planet (のび太とアニマル惑星) - Fujiko F. Fujio, 1990
- Doraemon: Nobita in Dorabian Nights (のび太のドラビアンナイト) - Fujiko F. Fujio, 1991
- Doraemon: Nobita and the Kingdom of Clouds (のび太と雲の王国) - Fujiko F. Fujio, 1992
- Doraemon: Nobita and Tin-Plate Labyrinth (のび太とブリキの迷宮) - Fujiko F. Fujio, 1993
- Doraemon: Nobita and Fantastic Three Musketeers (のび太と夢幻三剣士) - Fujiko F. Fujio, 1994
- Doraemon: Nobita's Genesis Diary (のび太の創世日記) - Fujiko F. Fujio, 1995
- Doraemon: Nobita and Galactic Express (のび太と銀河超特急) - Fujiko F. Fujio, 1996
- Doraemon: Nobita's Adventure in Clockwork City (のび太のねじ巻き都市冒険記) - Fujiko F. Fujio and Fujiko Movie Studio, 1997
- Doraemon: Nobita's South Sea Adventure* (のび太の南海大冒険) - Fujiko Movie Studio, 1998
- Doraemon: Nobita's Adventure: Drifts in the Universe (のび太の宇宙漂流記) - Fujiko Movie Studio, 1999
- Doraemon: Nobita and the Legend of the Sun King (のび太の太陽王伝説) - Fujiko Movie Studio, 2000
- Doraemon: Nobita and the Winged Braves (のび太と翼の勇者たち) - Fujiko Movie Studio, 2001
- Doraemon: Nobita and the Robot Kingdom (のび太とロボット王国) - Fujiko Movie Studio, 2002
- Doraemon: Nobita and the Wind Wizard* (のび太とふしぎ風使い) - Fujiko Movie Studio, 2003
- Doraemon: Nobita's Wannyan Space-Time Odyssey* (のび太のワンニャン時空伝) - Fujiko Movie Studio, 2004
- Doraemon: Nobita's Dinosaur 2006* (Doraemon The Movie 2006) (のび太の恐竜2006) - Fujiko Movie Studio, 2006. Remake of the 1980 movie.
- Doraemon the Movie: Nobita's New Great Adventure into the Underworld - The Seven Magic Users* (Doraemon The Magic 2007) (のび太の新魔界大冒険～7人の魔法使い～) - Fujiko Movie Studio, 2007. Remake of 1984 movie
- Doraemon: Nobita and the Green Giant Legend 2008* (Doraemon The Future 2008) (のび太と緑の巨人伝) - Fujiko Movie Studio, 2008.[1]
- Doraemon: The New Record of Nobita: Spaceblazer (新・のび太の宇宙開拓史) - Remake of 1981 movie.
- Doraemon: Nobita's Great Battle of the Mermaid King - Fujiko Movie Studio, 2010.
- Doraemon: Nobita and the New Steel Troops—Winged Angels - Fujiko Movie Studio, 2011. Remake of 1986 movie
- Doraemon: Nobita and the Island of Miracles—Animal Adventure - Fujiko Movie Studio, 2012.
- Doraemon: Nobita's Secret Gadget Museum - Fujiko Movie Studio, 2013
- Doraemon: Nobita and New Great Demon - Peko and the Explorer Party of Five - Fujiko Movie Studio, 2014
- Stand by Me Doraemon - 2014
- Doraemon: Nobita and Space Heroes - Fujiko Movie Studio, 2015
- Doraemon: Nobita and the Birth of Japan 2016 - Fujiko Movie Studio, 2016. Remake of the 1989 movie
- Doraemon: Nobita's Great Adventure in the Kachi Kochi - Fujiko Movie Studio, 2017.
- Doraemon: Nobita's Treasure Island - Fujiko Movie Studio, 2018

### Specials
- Doraemon and Itchy the Stray
- Doraemon Meets Hattori the Ninja
- Doraemon's Time Capsule for 2001
- Doraemon: Come back Doraemon
- Doraemon: Featherplace
- Doraemon: It's Autumn!
- Doraemon: It's Spring!
- Doraemon: It's Summer!
- Doraemon: It's Winter!
- Doraemon: Summer Holiday
- Doraemon: Treasure of the Shinugumi Mountain

## Populariteit
Doraemon is in Japan een cultureel icoon geworden, wiens beeltenis op veel plaatsen opduikt. Zo wordt hij gebruikt voor de reclamecampagnes van Art Hikkoshi Center (アート引越センター, Āto hikkoshi sentā), een verhuisbedrijf, en door Cocos, een restaurantketen. Doraemon wordt ook vaak gebruikt als het gezicht voor goede doelen, zoals het naar hem vernoemde "Doraemon Fonds".
Doraemon heeft een grote merchandising met talloze spellen, computerspellen, boeken en andere voorwerpen. Er zijn alleen al bijna 50 videospellen van Doreamon die uitsluitend in Japan zijn uitgebracht.
Doraemon, Nobita, en de andere personages duiken vaak op in educatieve manga. In andere mangaseries worden vaak referenties naar Doraemon gemaakt. Doraemon, en dan met name zijn zak waar van alles in lijkt te passen, worden ook vaak aangehaald in de media als voorbeeld bij een situatie.